# شهرستان بارتون (کانزاس)
شهرستان بارتون، کانزاس (به انگلیسی: Barton County, Kansas) شهرستانی در ایالات متحده آمریکا است که در کانزاس واقع شده‌است.